# Amblyseius conulus
Amblyseius conulus (лат.) — вид паразитиформных клещей рода Amblyseius из семейства Phytoseiidae (Mesostigmata). Мелкие свободноживущие хищные клещи длиной менее 1 мм. Индия (Западная Бенгалия). От близких видов отличается следующими признаками: конической формой сперматеки с вытянутым трубчатым каликсом, StIV длиннее 200 мкм, гладким дорсальным щитом. Щетинки j4, j5, j6, J2, J5, z2, z4, z5, Z1, S2, S4, S5, r3 и R1 короткие и гладкие, а щетинки j1, j3, s4, Z4 и Z5 относительно длинные и гладкие, за исключением Z4 с небольшими зазубринами. Дорсальные щетинки заострённые (заднебоковых щетинок PL 3 пары, а переднебоковых AL — 2 пары). Дорсальный щит склеротизирован. Вид был впервые описан в 2017 году.